# The 195 Project
The 195 Project是香港企業家和慈善家盧啟賢（英語：Calvin Lo) 於2020年成立的非營利智庫。 它隸屬於盧啟賢價值2.45億美元個人慈善基金會CFL Initiative的一個分支。
The 195 Project通過尋求無黨派、 非政治性的宏觀經濟觀點、討論及專家意見，探索如何在後新冠時代中以最好的方式弘揚慈善事業。

## 外部連結
- 官方網站 （页面存档备份，存于）